# Hammoor
Hammoor är en kommun och ort i Kreis Stormarn i förbundslandet Schleswig-Holstein i Tyskland.
Kommunen ingår i kommunalförbundet Amt Bargteheide-Land tillsammans med ytterligare sju kommuner.